# Interstate 25
Die Interstate 25 (kurz I-25) ist ein Teil des Interstate-Highwaysystems in den Vereinigten Staaten. An der ungeraden Nummer erkennt man, dass die Strecke primär in Nord-Süd-Richtung verläuft. Sie beginnt offiziell an der Interstate 10 und dem U.S. Highway 180 in Las Cruces, New Mexico und endet in Buffalo, Wyoming an der Interstate 90 und dem U.S. Highway 87.

## Länge
| Meilen | km    | Staat      |  |
|        |       |            |  |
| 462    | 744   | New Mexico |  |
| 300    | 483   | Colorado   |  |
| 301    | 484   | Wyoming    |  |
|        |       |            |  |
| 1.063  | 1.711 | Total      |  |

## Wichtige Städte an dieser Interstate
- Las Cruces, New Mexico
- Albuquerque, New Mexico
- Santa Fe, New Mexico
- Las Vegas, New Mexico
- Raton, New Mexico
- Pueblo, Colorado
- Colorado Springs, Colorado
- Denver, Colorado
- Fort Collins, Colorado
- Cheyenne, Wyoming
- Casper, Wyoming

## Verlauf

### New Mexico
Ab Las Cruces verläuft die Interstate 25 gemeinsam mit dem U.S. Highway 85 in nördlicher Richtung und trifft im Norden der Stadt auf den U.S. Highway 70. Die I-25 passiert dabei parallel zum Rio Grande und zur White Sands Missile Range neben dem Caballo Lake auch Orte wie Truth or Consequences oder Elephant Butte. Südlich von Socorro zweigt der U.S. Highway 380 ab und zwischen Socorro und Bernardo nutzt auch der U.S. Highway 60 die Trasse der I-25. Im Westen von Los Lunas trifft sie auf die New Mexico State Route 6, die Trasse der ehemaligen Route 66.
Im Zentrum von Albuquerque, der größten Stadt New Mexicos, wird die Trasse der Interstate 25 und des U.S. Highways 85 von der Interstate 40 auf dem Big I gekreuzt. Die I-25 verläuft im Zentrum der Stadt parallel zur State Route 47 und passiert dabei im Osten den Albuquerque International Sunport oder den Isotopes Park. Sie verlässt die Stadt in nordöstlicher Richtung. Im Norden von Bernalillo zweigt der U.S. Highway 550 in westlicher Richtung ab und die Interstate verlässt den Rio Grande.
Ab Santa Fe, der Hauptstadt New Mexicos, nutzen auch die U.S. Highways 84 und 285 die Trasse. Der US 285 verlässt sie aber bereits nahe Eldorado wieder. Die I-25 verläuft südlich am Santa Fe National Forest entlang, bevor der US 84 die Trasse nahe Las Vegas verlässt. Ab Las Vegas führt sie wieder in nördlicher Richtung und trifft in Springer auf die U.S. Highways 56 und 412. Im Süden von Raton nutzt der U.S. Highway 64 für einige Kilometer die Trasse und ab der Exit 451 im Norden der Stadt wird die Trasse auch vom U.S. Highway 87 genutzt, sodass die I-25 gemeinsam mit dem US 85 und dem US 87 auf dem Raton Pass die Grenze zu Colorado erreicht.

### Colorado

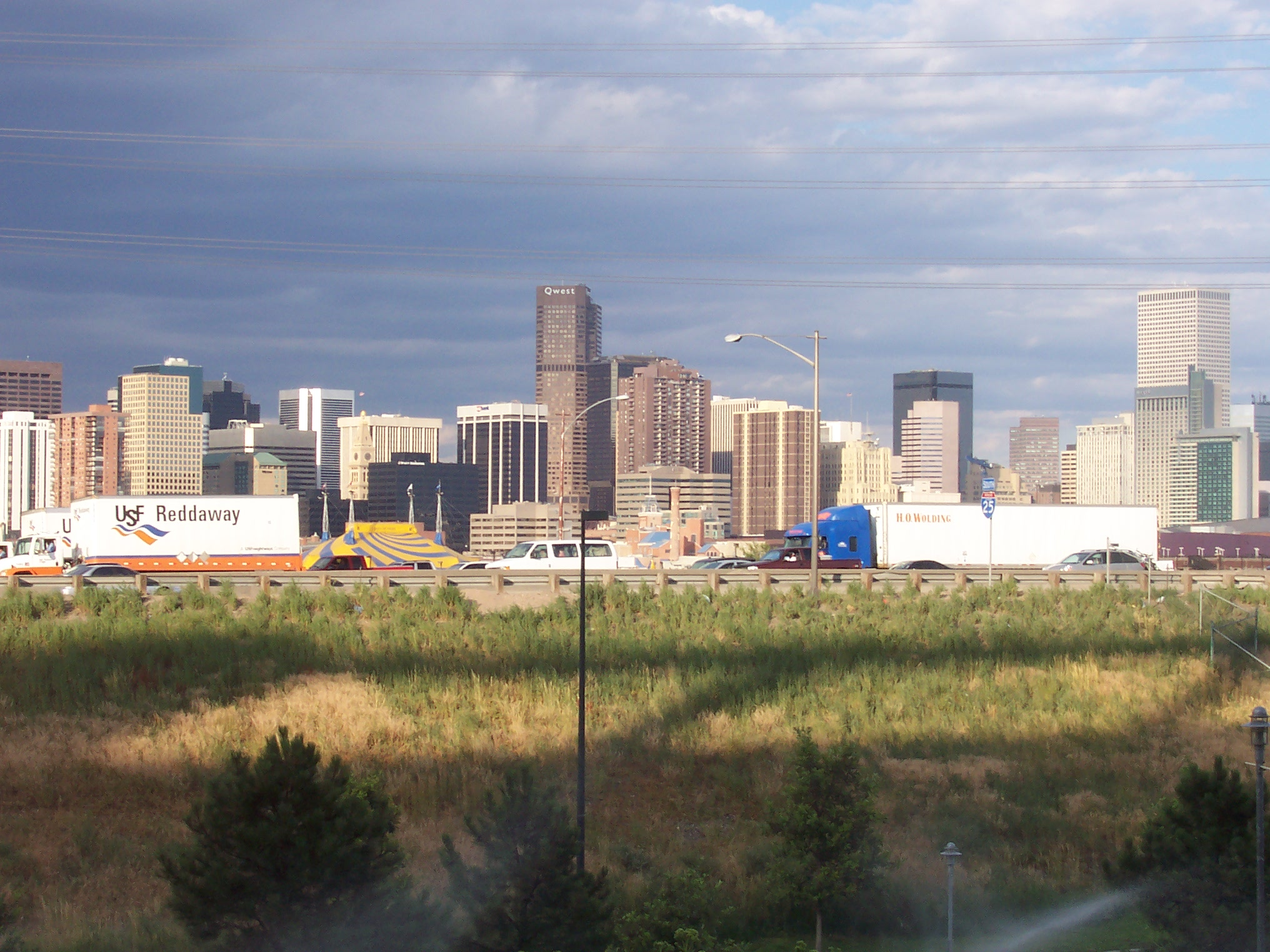
Rush Hour auf der I-25; Blickrichtung Denver.

Die Interstate 25 verläuft auch in Colorado in nördlicher Richtung. Zwischen Trinidad und Walsenburg nutzt der U.S. Highway 160 die gemeinsame Trasse der I-25 sowie der U.S. Highways 85 und 87. Im Norden von Pueblo trifft die Interstate auf den U.S. Highway 50 und südlich von Colorado Springs passiert sie im Westen das Fort Carson. Im Zentrum der Stadt nutzt der U.S. Highway 24 die Trasse der Interstate für etwa drei Kilometer. Im Norden von Castle Rock verlässt der US 85 die Trasse der I-25.
Mit dem Kreuz der State Route 470 erreicht die Interstate 25 den Großraum von Denver. Westlich des Cherry Creek State Parks zweigt die Interstate 225 in Richtung Osten und kurz darauf der U.S. Highway 285 ab. Ab der Exit 207B nutzt der US 85 und ab dem Zentrum auch der U.S. Highway 6 bis zum Kreuz mit der Interstate 70 die gemeinsame Trasse. Am Mile High Stadium trifft sie auf die U.S. Highways 40 und 287. Im Norden der Stadt wird die I-25 von der Interstate 76 und kurz darauf von der Interstate 270 sowie dem U.S. Highway 36 gekreuzt. Nach dem Kreuz mit dem mautpflichtigen Northwest Parkway.
Östlich von Loveland trifft die Interstate 25 auf den U.S. Highway 34 und anschließend passiert sie den Fort Collins-Loveland Municipal Airport. Nördlich der Ortschaft Carr erreicht sie die Grenze zu Wyoming.

### Wyoming
Im Bundesstaat Wyoming trifft die Interstate 25 wenige Kilometer nördlich der Grenze im Süden von Cheyenne, der Hauptstadt Wyomings, auf die Interstate 80 und kurz darauf auf den U.S. Highway 30. Im Norden der Stadt passiert sie im Westen die Francis E. Warren Air Force Base und im Osten den Cheyenne Regional Airport, bevor der US 85 die Trasse für etwa acht Kilometer nutzt. Ab der Ortschaft Dwyer nutzt auch der U.S. Highway 26 die Trasse der I-25 und des US 87. Nachdem sie den Glendo State Park im Osten passiert hat, zweigt der U.S. Highway 18 in Orin in östlicher Richtung ab und der U.S. Highway 20 beginnt nun auch die Trasse zu nutzen.

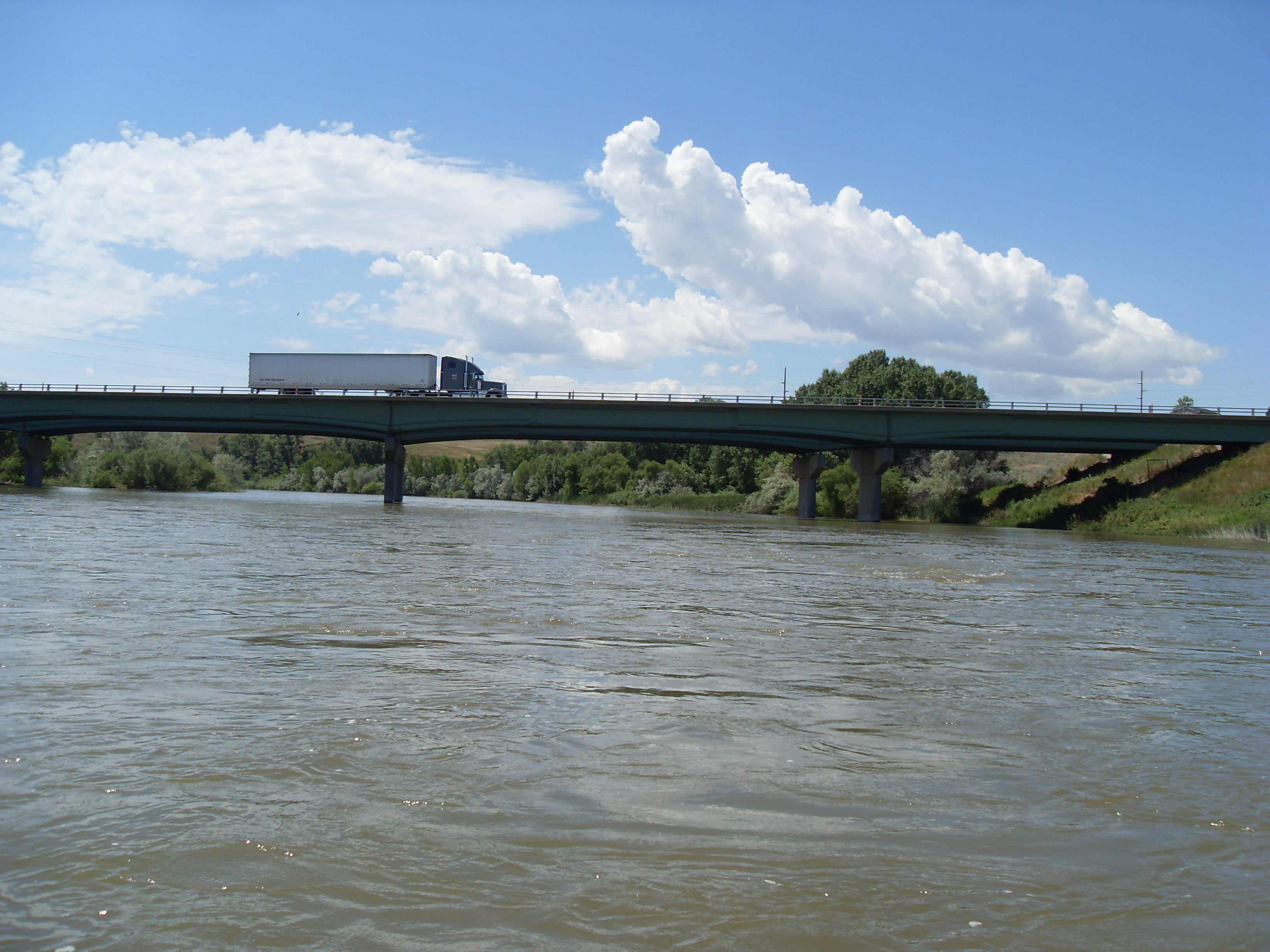
Brücke der Interstate 25 über den North Platte River bei Douglas

Im Süden von Douglas überquert die Interstate 25 den North Platte River und führt parallel zum Fluss in westlicher Richtung. Östlich von Glenrock verlassen die U.S. Highways 20, 26 und 87 die Trasse, verlaufen aber bis Casper weiterhin parallel zur I-25. Im Norden von Casper verlässt die Interstate gemeinsam mit dem US 87 das Tal des North Platte Rivers in nördlicher Richtung. In Buffalo trifft die Trasse auf den U.S. Highway 16, bevor sie an der Interstate 90 endet. Der US 87 verläuft gemeinsam mit der I-90 in Richtung Norden weiter.

## Zubringer und Umgehungen
- Interstate 225 bei Denver